# N. K. Jemisin
Nora K. Jemisin (sinh ngày 19 tháng 9 năm 1972) là một nhà văn viễn tưởng suy đoán Mỹ. Tiểu thuyết của cô khám phá nhiều chủ đề khác nhau, bao gồm xung đột văn hóa và áp bức. Cô đã giành được nhiều giải thưởng cho các tác phẩm của mình, bao gồm giải Locus, và là tác giả duy nhất đã giành được giải Hugo cho tiểu thuyết xuất sắc nhất trong ba năm liên tiếp.
Trong năm 2010, truyện ngắn của Jemisin "Non-Zero Probabilities" là tác phẩm vào chung kết giải Hugo cho truyện ngắn hay nhất và giải Nebula cho truyện ngắn hay nhất. Tiểu thuyết đầu tay của cô, The Hundred Thousand Kingdoms, đã được đề cử cho giải Nebula năm 2010, và được đưa vào danh sách ngắn đề cử giải James Tiptree Jr.. Trong năm 2011, nó đã được đề cử cho giải Hugo, giải kỳ ảo thế giới, và giải Locus, đoạt giải Locus 2011 cho tiểu thuyết đầu tiên xuất sắc nhất. The Hundred Thousand Kingdoms cũng đã giành được Giải thưởng về ý thức giới tính trong năm 2011.
Trong năm 2016, tiểu thuyết The Fifth Season của Jemisin đoạt giải Hugo cho tiểu thuyết xuất sắc nhất, khiến cô trở thành nhà văn người Mỹ gốc Phi đầu tiên giành được giải Hugo trong hạng mục đó. Các phần tiếp theo của nó, The Obelisk Gate và The Stone Sky, đã giành được giải thưởng Hugo cho tiểu thuyết xuất sắc nhất năm 2017  và 2018,

## Thời trẻ
Nora K. Jemisin sinh ở Iowa City, Iowa, và lớn lên ở New York City và Mobile, Alabama. Cô sống ở Massachusetts trong 10 năm và sau đó chuyển đến New York City. Jemisin đã theo học Đại học Tulane từ năm 1990 đến năm 1994, nơi cô nhận bằng cử nhân tâm lý học. Cô tiếp tục nhận được bằng thạc sĩ giáo dục từ Đại học Maryland College Park.